# Pegomya basichaeta
Pegomya basichaeta är en tvåvingeart som beskrevs av Li, Liu, Fan 1999. Pegomya basichaeta ingår i släktet Pegomya och familjen blomsterflugor.
Artens utbredningsområde är Henan (Kina). Inga underarter finns listade i Catalogue of Life.